# Viação Aérea Arco-Íris
Viação Aérea Arco-Íris SA era una compagnia aerea brasiliana fondata nel 1945, le cui operazioni di volo cessarono pochi anni dopo, nel 1948.

## Storia
Arco-Íris fu fondata nel marzo 1945 e il primo volo venne operato il 12 luglio 1946 tra San Paolo-Congonhas e città all'interno degli stati di San Paolo e Paraná, essendo il primo vettore a servire Londrina.
A causa di alcuni problemi finanziari, la compagnia aerea cessò le operazioni nel 1948, pochi anni dopo la fondazione. Fu poi venduta a un gruppo di imprenditori del Rio Grande do Sul, che ne trasferirono la sede a Caxias do Sul, proprio nella principale area operativa di VARIG. Per questo motivo, i nuovi proprietari incontrarono enormi difficoltà nell'avvio delle operazioni. Infine, nel 1950, Arco-Íris si vide revocata la sua licenza di volo.

## Destinazioni
Arco-Íris collegò le seguenti città:
- Assis – Aeroporto di Assis
- Londrina – Aeroporto di Londrina
- Marília – Aeroporto di Marília
- Ourinhos – Aeroporto di Ourinhos
- Presidente Prudente – Aeroporto di Presidente Prudente
- San Paolo (Brasile) - Aeroporto di San Paolo-Congonhas

## Flotta
Durante il suo breve periodo di attività la flotta di Arco-Íris era composta da 7 de Havilland DH-89A Dragon Rapide (1946–1948)

## Incidenti
- 1946: un de Havilland DH-89A Dragon Rapide registrato come PP-AID si schiantò durante l'atterraggio a San Paolo-Congonhas a causa dei venti trasversali. Un passeggero sopravvisse.[3]